# Cicuiara striata
Cicuiara striata är en skalbaggsart som först beskrevs av Bates 1866.  Cicuiara striata ingår i släktet Cicuiara och familjen långhorningar.
Artens utbredningsområde är Venezuela. Inga underarter finns listade i Catalogue of Life.